# 頭屋鄉
頭屋鄉（臺灣客家語四縣腔：teuˇ vugˋ hiongˊ），舊稱「崁頭屋」，位於臺灣苗栗縣中央偏北，後龍溪的下游段。境內居民以客家人為主，約佔全鄉人口的98%，為全臺灣客家人口比例第二高的鄉鎮（僅次於同縣的三灣鄉）。經濟產業主要為農業，並以產茶為主。

## 歷史
早期漢人開發係沿後龍溪及其支流兩畔進行，開發順序為河川下游地區早於上游地區。頭屋鄉鄉治所在地為後龍溪與老田寮溪的交會處，有較為寬闊的河谷平原，是該鄉的最早開發處，由於當地為位於一小崖下的聚落，而「崁」字的客家話意思為小崖，故名「崁頭屋」，直到1920年則簡化為「頭屋」迄今:79。
漢人入墾前的頭屋鄉原為貓閣社社民狩獵地區。貓閣社乃1770年由貓裡社與嘉志閣社等2社合併而來，前者主要分布於今日苗栗市以南地區，後者則主要分布於苗栗市以北地區。1782年，貓閣社居民遷入二岡坪一帶形成番社。1786年林爽文事件爆發時，後龍、新港、貓閣等社起而附和，而與中港溪以北各社互相攻殺，隨後各社原住民移居苗栗東南一帶山地，其中馬陵、圳頭、苑曹等3社移居至頭屋鄉老田寮至獅潭鄉新店一帶:120。漢人入墾頭屋鄉則在清乾隆年間後，即客家籍先民入墾苗栗縣的最興盛時期。1737年，廣東人張清九等人入墾崁頭屋，是漢人入墾頭屋鄉最早的文獻紀錄，並主要拓墾境內西半部平原地區。道光年間後，梅縣客家人陳特賢等人逐漸向東深入山區開墾，並主要於外獅潭一帶:122－126。
荷西時期，頭屋鄉仍為原住民聚集地，荷蘭人設治於安平一帶地區，西班牙人則設治於基隆、淡水等地，而頭屋位居中間地帶，並無設治之機。明鄭時期1661年，鄭成功始治臺灣，設一府兩縣，府即承天府，以二層行溪（今二仁溪）為界，北為天興縣而南為萬年縣，故頭屋屬天興縣。1670年，鄭經命劉國軒出鎮半線（今彰化縣），劉國軒遣將經略蓬山八社與後壠五社，始有原住民蕃社結聚頭屋:234。
1683年，施琅領清兵滅明鄭，承天府改為臺灣府，下有臺灣、鳳山、諸羅等3縣，頭屋隸屬諸羅縣。1723年，增設彰化縣與淡水廳，兩縣廳以大甲溪為界，淡水廳為大甲溪以北地區，故頭屋屬淡水廳。乾隆末年發生林爽文事件，設置後龍堡掌管漢人街庄，頭屋隸屬淡水廳後龍堡。1878年，清廷增設臺北府，下轄淡水縣與新竹縣，即原淡水廳地區，苗栗地區分為竹南一堡至四堡，頭屋則屬新竹縣竹南二堡。1889年，原新竹縣地區增設苗栗縣，苗栗縣下轄苗栗一堡、苗栗二堡、大甲三堡，頭屋隸屬苗栗縣苗栗一堡:234－235。
日治時期，臺灣改為3縣1廳，即臺北縣、臺灣縣、臺南縣、澎湖廳，頭屋屬臺灣縣苗栗支廳。1896年臺灣縣改稱臺中縣，屬臺中縣苗栗支廳。1897年，臺灣改為6縣3廳，廢除支廳，屬新竹縣苗栗堡及苗栗辦務署。1898年，改為3縣3廳，新竹縣中港溪以北與以南地區分別被劃入臺北縣與臺中縣，屬臺中縣苗栗辦務署。1901年，臺灣行政區劃改為20廳，頭屋屬苗栗廳後龍支廳。1909年改為12廳，屬新竹廳苗栗支廳苗栗一堡:236。1920年起，日本人改行政制度，今苗栗縣地區歸新竹州管轄，並將區改為庄，頭屋屬新竹州苗栗郡。頭屋庄轄頭屋、外獅潭、二岡坪、老田寮、仁隆、枋寮坑等6個大字:236－238。
1945年中華民國政府接管臺灣，頭屋庄改為「頭屋鄉」，隸屬新竹縣苗栗區。1950年，臺灣行政區劃改為16縣5省轄市，頭屋鄉改隸苗栗縣，共轄9個村，面積52.5046平方公里。1977年，仁隆村歸併入明德村，頭屋鄉行政區劃共為8村:237。

## 地理

### 地形
頭屋鄉位於苗栗縣中央偏北部分，東邊與獅潭鄉相鄰，南面與公館鄉相接壤，西與西北方與苗栗市及後龍鎮相連，北面則以造橋鄉為界:21－23。鄉域輪廓為一倒梯形狀，北邊較寬而南邊較窄:21。全鄉地形呈東高西低，主要地形為丘陵，海拔高度約在100至300公尺之間，整體地形可分為八角崠山脈區、丘陵區、河階台地區及沖積平原區:24－28。

### 氣候
頭屋鄉的氣候為副熱帶季風氣候，由於其北、東、南三面皆有高山屏擋，故較少重大氣候災害，而其氣候災害主要為山區經過豪雨後的土石崩落:67。根據1962年至1994年的氣候資料顯示，頭屋鄉的年均溫約為攝氏22.2度，月均溫最高為7月的攝氏28.3度，最低為1月的攝氏15.0度:68、69。年平均雨量約為1,703.1毫米，降雨分布由東部山地向西部低丘遞減，3月至8月為雨季，雨量最多為6月的289.8毫米，最少為11月的40.0毫米:68、71－72。

### 人口
根據苗栗縣政府民政處統計，2024年底頭屋鄉戶數約3.7千戶，人口約9.6千人，鄉內人口最多與最少的村分別是頭屋村與鳴鳳村，2024年底兩村人口分別為2,815人與277人。

## 政治

### 歷任首長
| 任次 | 姓名   | 備註     |
| ---- | ------ | -------- |
| 1    | 徐阿乾 |          |
| 2    | 徐阿乾 |          |
| 3    | 徐阿泉 |          |
| 4    | 徐阿泉 |          |
| 5    | 徐芳蘭 |          |
| 6    | 徐芳蘭 |          |
| 7    | 謝英傑 |          |
| 8    | 謝英傑 |          |
| 9    | 徐織錦 |          |
| 10   | 徐織錦 |          |
| 11   | 張毓秀 | 過世     |
| 11   | 范雄達 | 補選上任 |
| 12   | 范雄達 |          |
| 13   | 江嘉勳 |          |
| 14   | 張玉美 |          |
| 15   | 徐月蘭 |          |
| 16   | 徐月蘭 | 當選無效 |
| 16   | 江村貴 | 補選上任 |
| 17   | 江村貴 |          |
| 18   | 徐鑫榮 |          |
| 19   | 徐鑫榮 | 現任     |

### 鄉政組織
頭屋鄉公所是頭屋鄉最高層級的地方行政機關，在中華民國政府架構中為鄉自治的行政機關，同時負責執行縣政府及中央機關委辦事項，頭屋鄉的自治監督機關為苗栗縣政府。鄉長由全體鄉民直接選舉產生，任期為四年，可連選連任一次。頭屋鄉公所並置鄉政會議，為鄉政最高決策機構，在鄉長之下，設有5課3室等8個內部單位及2個附屬機關。
頭屋鄉民代表會是頭屋鄉的最高民意機關，代表頭屋鄉全體鄉民立法和監察鄉政。鄉民代表由公民直選選出，任期為四年，可連選連任。頭屋鄉民代表會共有11位鄉民代表，分別為第一選區6席鄉民代表、第二選區1席鄉民代表、第三選區2席鄉民代表、第四選區1席鄉民代表、第五選區1席鄉民代表，主席、副主席由11位鄉民代表互選產生。

### 行政區
現今頭屋鄉行政範圍的確立，來自於1920年，日本將臺灣十二廳改為五州二廳，設頭屋庄屬新竹州苗栗郡:236。頭屋轄頭屋、外獅潭、二岡坪、老田寮、仁隆、枋寮坑等6個大字:238。1945年，頭屋庄改為「頭屋鄉」，屬新竹縣苗栗區。1950年調整行政區域，頭屋鄉改隸新成立的苗栗縣:237。頭屋鄉的行政區劃轄有頭屋村、獅潭村、北坑村、曲洞村、飛鳳村、象山村、明德村、鳴鳳村等8村，共計120鄰。
| 頭屋鄉行政區劃                                                    |
| 獅 潭 村 北坑村 明 德 村 鳴 鳳 村 象山村 頭屋村 曲 洞 村 飛 鳳 村 |

## 教育

### 國民中學
- 苗栗縣立頭屋國民中學

### 國民小學
- 苗栗縣頭屋鄉頭屋國民小學
- 苗栗縣頭屋鄉明德國民小學

## 交通

### 公路
- 國道一號（中山高速公路）
  - 頭屋交流道（125）
- 台72線（東西向快速公路 後龍－汶水）
  - 頭屋一交流道（10）
  - 頭屋二交流道（12）
- 台13線
- 縣道126號：後龍鎮外埔－頭屋鄉－明德水庫－獅潭鄉

### 公車客運
行經頭屋鄉的路線有5801路（新竹－苗栗）與5801A路（新竹－經國路－苗栗）等2條路線，可提供鄉民搭乘與新竹市、頭份市、造橋鄉、苗栗市等鄰近鄉鎮市及竹科竹南園區等客運行經地區轉運之用。

## 旅遊
- 雲洞宮：開臺聖王廟，位於鳴鳳村三湖20號
- 明德宮：主祀關聖帝君，位於明德村144號
- 佛光山明崇寺：位於明德村82之1號
- 象山孔廟：為苗栗縣政府舉行釋奠之所
- 鳴鳳古道
- 石觀音寺：位於飛鳳村3號
- 明德水庫風景區
- 海棠島永春宮：海棠島上的關帝廟，創建於1847年
- 徐府竹仔閣
- 普光寺：位於明德村仁隆36之1號
- 義民廟
- 圓光分院-慈願襌寺：位於頭屋村雙龍街18號
- 頭屋文德宮前木棧道

## 特產
- 茶：以明德茶為名。
- 蘿蔔
- 土雞

## 外部連結
- 苗栗縣頭屋鄉公所全球資訊網 （页面存档备份，存于）（繁體中文）
- 頭屋鄉公所的Facebook專頁
- YouTube上的頭屋鄉公所頻道